# Vuhledar
Vuhledar (in ucraino Вугледар?, in russo Угледар?, Ugledar) è  una città dell'Ucraina orientale sita nel distretto di Volnovacha, nell'oblast' di Donec'k. Ospita l'amministrazione della comunità territoriale di Vuhledar, una delle comunità territoriali dell'Ucraina.Nel 2022 aveva una popolazione di 14 114 abitanti.
Fino al 18 luglio 2020 Vuhledar era classificata come città di rilevanza regionale, costituiva un comune autonomo e non apparteneva a nessun distretto. Nell'ambito della riforma amministrativa dell'Ucraina, che ha ridotto a otto il numero dei distretti dell'oblast' di Donec'k, la città è entrata a far parte del distretto di Volnovacha..
Dal 3 ottobre 2024 è sotto occupazione delle forze militari russe che hanno conquistato la città dopo una lunga battaglia nel corso della guerra tra Russia e Ucraina.

## Storia
Negli anni 1960, durante l'era sovietica, iniziò a svilupparsi il bacino carbonifero del Donbas a sud della grande città industriale di Donetsk. Nel 1964 attorno ala miniera di carbone Pivdennodonbaska 1 venne realizzato un insediamento urbano, inizialmente chiamato  Pivdennyi Donetsk (Південний Донецьк, letteralmente Donetsk meridionale), dove furono sistemati i giovani operai provenienti da tutto il paese per lavorare alla nuova industria del carbone. Il progetto prevedeva di costruire un enorme centro industriale con l'obiettivo di raggiungere una popolazione di 100.000 abitanti. Tuttavia, dopo che lo sviluppo dei giacimenti di carbone nel bacino meridionale del Donetsk fu considerato meno promettente rispetto a Kuzbass negli anni 1970, i piani di  sviluppo urbanistico non furono completati e la popolaziobe raggiunse solo 15-17.000 abitanti circa. Invece di dieci miniere costruite, ne furono costruite solo due. Nel 1969, Pivdennyi Donetsk fu rinominata Vuhledar, che significa "dono del carbone". Nel 1991, Vuhledar ricevette lo status di città, che divenne di importanza regionale. Nel giugno 1991, nella miniera di carbone Yuzhnodonbasskaya I, scoppiò un incendio a una profondità di 197 metri, uccidendo 32 persone.
Nel corso della guerra su vasta scala tra Russia e Ucraina, iniziata con l'invasione russa del febbraio 2022, la città è diventata un importante caposaldo difensivo ucraino; le truppe ucraine sono state in grado per molti mesi di difendere la città e respingere con pesanti perdite numerosi assalti russi effettuati con colonne meccanizzate.
Nel settembre 2024 l'esercito russo, principalmente reparti della 5ª Brigata corazzata, 36ª Brigata fucilieri motorizzata e 37ª Brigata fucilieri motorizzata, ha ripreso l'offensiva contro la regione fortificata di Vuhledar e, dopo violenti combattimenti, ha progressivamente accerchiato da est e da ovest l'area urbana, concludendo con una vittoria la lunga battaglia e conquistando completamente Vuhledar il 1º ottobre 2024. Il 3 ottobre 2024 il Ministero della Difesa russo ha confermato ufficialmente la conquista della città.